# 1922年のNFL
1922年のNFLは、NFLの3年目のシーズンである。

## 概要
この年、アメリカン・プロフェッショナル・フットボール・アソシエーション（APFA）からナショナル・フットボール・リーグ（NFL）に名称を変更した。前年の21チームから7チームが離脱し、6チームが加盟して20チームでリーグを開幕する予定であったが、加盟予定だった2チームが開幕前に離脱したので、18チームでリーグを行った。また、シカゴ・ステイリーズがシカゴ・ベアーズ、レイシー・カージナルスがシカゴ・カージナルスと名称変更している。
この年のNFLチャンピオンに10勝2分の成績だったカントン・ブルドッグスが輝いた。

## 順位表
| チーム                                 | 勝 | 敗 | 分 | 率    |
| -------------------------------------- | -- | -- | -- | ----- |
| カントン・ブルドッグス                 | 10 | 0  | 2  | 1.000 |
| シカゴ・ベアーズ                       | 9  | 3  | 0  | .750  |
| シカゴ・カージナルス                   | 8  | 3  | 0  | .727  |
| トレド・マルーンズ                     | 5  | 2  | 2  | .714  |
| ロックアイランド・インデペンデンツ     | 4  | 2  | 1  | .667  |
| ラシーン・リージョン                   | 6  | 4  | 1  | .600  |
| デイトン・トライアングルス             | 4  | 3  | 1  | .571  |
| グリーンベイ・パッカーズ               | 4  | 3  | 3  | .571  |
| バッファロー・オールアメリカンズ       | 5  | 4  | 1  | .556  |
| アクロン・プロズ                       | 3  | 5  | 2  | .375  |
| ミルウォーキー・バジャーズ             | 2  | 4  | 3  | .333  |
| ウーラン・インディアンス               | 3  | 6  | 0  | .333  |
| ミネアポリス・マリーンズ               | 1  | 3  | 0  | .250  |
| ルイビル・ブレックス                   | 1  | 3  | 0  | .250  |
| エバンスビル・クリムゾン・ジャイアンツ | 0  | 3  | 0  | .000  |
| ロチェスター・ジェファーソンズ         | 0  | 4  | 1  | .000  |
| ハモンド・プロズ                       | 0  | 5  | 1  | .000  |
| コロンバス・パンハンドルス             | 0  | 8  | 0  | .000  |